# Mark Mothersbaugh
Mark Allen Mothersbaugh, född 18 maj 1950 i Akron, Ohio, är en amerikansk musiker, kompositör och konstnär. Han är en av grundarna till new wave-gruppen Devo och är sångare i bandet sedan det grundades 1972. Han skapade även massor av musik till PC-spelserien The Sims 2.